# Gast (Schifffahrt)
Der Gast (Plural: Gasten) ist eine seemännische Bezeichnung für einen Matrosen. Auf Schiffen und Booten der deutschen Marine ist es die allgemeine Bezeichnung für Mannschaftsdienstgrade, denen spezielle Aufgaben zufallen. Der Begriff Gast wird daher in der Regel in Kombination mit dem Tätigkeitsfeld des Seemanns verwendet (z. B. Riemengast, Schaluppengast, Pantrygast, Decksgast, Sanitätsgast, Signalgast und Toppgast). Hieraus ergeben sich auch ironische Bezeichnungen für Personen an Bord, die im Gegensatz zur Besatzung eher als Ladung angesehen werden, wie Badegast oder Kaffeegast.